# Crysis 2
Crysis 2 là một game bắn súng góc nhìn thứ nhất do Crytek phát triển và Electronic Arts phát hành ở Bắc Mỹ, Úc và châu Âu vào tháng 3 năm 2011 cho Microsoft Windows, PlayStation 3 và Xbox 360. Chính thức công bố vào ngày 1 tháng 6 năm 2009, Trò chơi là phần chính thứ hai của dòng game Crysis, và là phần tiếp theo của tựa game năm 2007 Crysis, và bản mở rộng Crysis Warhead. Câu chuyện được Richard Morgan chấp bút, trong khi Peter Watts được tư vấn và viết một tiểu thuyết chuyển thể của trò chơi. Đây là game đầu tiên giới thiệu game engine CryEngine 3 và là trò chơi đầu tiên sử dụng engine này được phát hành trên console. Phần tiếp theo, Crysis 3, được phát hành vào năm 2013.

## Lối chơi
Crysis 2 thuộc thể loại bắn súng góc nhìn thứ nhất. Người chơi hóa thân vào vai lính thủy quân lục chiến trinh sát (Force Recon Marine) có tên là Alcatraz. Tương tự như người tiền nhiệm, game cung cấp sự tự do để tùy chỉnh vũ khí và khả năng. Crytek muốn tránh biến thành một trò chơi khác lấy bối cảnh trong một môi trường rừng rậm thực sự (cũng như Far Cry và Crysis); Thành phố New York được mệnh danh là "khu rừng đô thị". Bầu không khí đô thị cung cấp các tùy chọn mới liên quan đến tiến trình và lập kế hoạch các cuộc tấn công. Người chơi có thể điều hướng giữa các tầng và tòa nhà, cũng như một cảnh quan thành phố bị phá hủy.
Người chơi nắm quyền điều khiển tay lính Force Recon Marine tên là "Alcatraz", kẻ được quyền sở hữu Nanosuit 2.0 từ sĩ quan lực lượng Delta (Army Delta Force) tên là Laurence "Prophet" Barnes, kẻ quay trở lại từ bản gốc Crysis. CryNet Systems đã săn lùng Prophet để lấy lại bộ đồ, vô tình truy đuổi Alcatraz, tin rằng anh ta mới chính là Prophet. Người ngoài hành tinh được nhìn thấy trong bản gốc đã trải qua một quá trình tái thiết kế lớn hơn, từ bỏ những bộ trang phục cổ xưa, đầy xúc tu được thấy trong phần đầu tiên lột xác thành những cỗ máy chiến tranh bọc thép hình người công nghệ cao rình rập Alcatraz xuyên qua Thành phố New York bị tàn phá. Crytek tuyên bố trước khi phát hành rằng ý định của họ là vượt qua phần đầu tiên về mặt đồ họa và lối chơi khôn khéo hơn trong khi cũng có yêu cầu hệ thống thấp hơn và còn hỗ trợ 3D lập thể thực sự.
Nanosuit mới hỗ trợ các tính năng mới và nâng cấp. Chức năng phù hợp của bộ áo giáp đã được sắp xếp hợp lý; nhiều chế độ có thể dễ dàng được sử dụng đồng thời bất cứ khi nào người dùng muốn. Hai chức năng Strength Mode và Speed Mode của bộ đồ đầu tiên đã được kết hợp vào Power Mode mới, chức năng ống nhòm của bộ đồ đã được nâng cấp với chế độ Tactical tân tiến, thiết bị tàng hình Cloaking Device đã được sửa đổi để cho phép tăng đầu vào cảm biến và giết chết tàng hình cận chiến lén lút và được đổi tên thành Stealth Mode, trong khi Armor Mode đã bị bỏ lại ít nhiều, ngoại trừ sự nhanh nhẹn bị hạn chế một chút và mức năng lượng ngày càng giảm. Có hai đoạn trailer, với một trailer chiếu cảnh bộ đồ ở trạng thái khung dây, cái còn lại hiển thị bộ đồ ở trạng thái hoàn chỉnh. Trong tiểu thuyết, bộ đồ là có nhiều cải tiến so với người tiền nhiệm của nó, cho phép binh sĩ tự do nâng cấp bộ đồ dựa trên phong cách chiến đấu của riêng họ.

## Bối cảnh
Crysis 2 diễn ra vào năm 2023, ba năm sau sự kiện của phần đầu tiên, tại một Thành phố New York bị phá hủy sau đó đã được sơ tán do sự xâm nhập của người ngoài hành tinh. Trò chơi bắt đầu với những đoạn phim tin tức về sự bùng phát lớn của virus "Manhattan", một căn bệnh khủng khiếp gây ra sự suy nhược tế bào hoàn toàn; tình trạng bất ổn dân sự; và sự hoảng loạn về một cuộc xâm lược của người ngoài hành tinh Ceph, chủng tộc ngoài hành tinh giống như con mực, kẻ đứng đằng sau sự cố của bản game trước đó, Crysis. Do sự phá vỡ trật tự xã hội ở Thành phố New York, Manhattan được thực thi lệnh thiết quân luật, và theo bản hợp đồng từ Bộ Quốc phòng Hoa Kỳ, các binh sĩ từ Crynet Enforcement & Local Logistics (hoặc đơn giản là "CELL"), một nhà thầu quân sự tư nhân nằm dưới sự điều hành của Tập đoàn Crynet, nhận lệnh tới giữ gìn trật tự trị an và khống chế hỗn loạn nơi đây.

## Phát triển
Crysis 2 đã được công bố tại E3 2009 vào ngày 1 tháng 6 năm 2009 và được phát triển từ năm 2007. Crysis 2 là phần tiếp theo của Crysis năm 2007 được ca ngợi vì hình ảnh ấn tượng. Studio Crytek có trụ sở ở Đức, nơi phát triển trò chơi đầu tiên, là nhà phát triển chính của phần tiếp theo, cùng với sự giúp đỡ từ Crytek UK, trước đây là Free Radical. Đây là trò chơi đầu tiên sử dụng bộ engine mới CryEngine 3. Phiên bản Microsoft Windows được xây dựng trên DirectX 9, với add-on DirectX 11 tùy chọn. Crytek đã tìm cách vượt qua bản gốc Crysis, vốn vẫn là một chuẩn mực về hiệu suất đồ họa của PC trong năm 2011. Crysis 2 đã không sử dụng hệ thống pass trực tuyến của EA. Vào ngày 14 tháng 4 năm 2014, Crytek đã thông báo rằng chế độ nhiều người chơi cho Microsoft Windows sẽ không thể chơi được nữa sau khi GameSpy tắt máy chủ của mình vào ngày 30 tháng 5 năm 2014.

## Nội dung tải về
Gói nội dung tải về sau khi ra mắt (DLC), có tên Crysis 2: Retaliation, được công bố vào ngày 10 tháng 5 năm 2011. Retaliation đưa thêm bốn màn mới của phần chơi mạng - Park Avenue, Transit, Shipyard, và Compound. Nó được phát hành vào ngày 18 tháng 5 năm 2011 cho PC, PlayStation 3 và Xbox 360. Vào ngày 14 tháng 6 năm 2011, gói bản đồ thứ hai mang tên Decimation được phát hành cho Xbox 360 và PC. Nó bao gồm năm màn chơi mới (5th Avenue, Chasm, Plaza, Prism, và Apartments) cũng như hai vũ khí mới (FY71 Assault Rifle và Smoke Grenade). Decimation được phát hành trên hệ máy PlayStation 3 vào ngày 28 tháng 6 tại Bắc Mỹ và ngày 29 tháng 6 tại châu Âu.

## Đón nhận
Crysis 2 nhận được đánh giá tích cực từ giới phê bình. Các nhà phê bình đã ca ngợi các thuộc tính đồ họa khác nhau cũng như Nanosuit trao quyền, nhưng chỉ trích tính tuyến tính của trò chơi trái ngược với thế giới mở của các phiên bản tiền nhiệm, Crysis và Crysis Warhead, cũng như tựa game đầu tay được hoan nghênh của Crytek là Far Cry. Trang web tổng hợp kết quả đánh giá Metacritic đã xếp hạng cho bản PC là 86/100 điểm, phiên bản Xbox 360 là 84/100 điểm, và phiên bản PlayStation 3 là 85/100 điểm.
Một đánh giá ban đầu về Crysis 2 được Official Xbox Magazine công bố, chấm cho game 9/10 điểm. Theo tạp chí, đó là phần chơi mạng đã tạo ra sự cân bằng. Nó mô tả trải nghiệm trực tuyến là "một số hành động thú vị, tức giận và thỏa mãn nhất mà bạn từng có". Cảnh tượng tuyệt vời của chiến dịch chơi đơn cũng khiến OXM ấn tượng và tạp chí cho biết Nanosuit của trò chơi "vừa trao quyền ồ ạt vừa cân bằng thông minh bởi nhu cầu quản lý mức năng lượng của nó".
Gamereactor đã xem xét tất cả các phiên bản đồng thời và trao cho game 9/10 điểm, lưu ý rằng "thiết kế của nó là một sự tương phản thú vị với các khu rừng nguyên bản, và New York chứa đầy các địa danh bị phá hủy, các khu phố bị hủy hoại và vẻ đẹp của thảm họa mà Cevat đã nói đến Số lượng chi tiết là điên rồ, và hiệu ứng là không thể tin nổi." Mặt khác, các nhà phê bình chỉ trích câu chuyện, lưu ý rằng "cuộc đối thoại thường cảm thấy quá đỉnh và các nhân vật cảm thấy tẻ nhạt và không thú vị. Crytek rõ ràng đã được truyền cảm hứng bởi Half-Life 2, nhưng họ thậm chí không bao giờ đến gần giải đấu của Valve bất chấp tham vọng cao của họ." Họ kết luận rằng "đơn giản sẽ là một sự xấu hổ khi không gọi đây là trò chơi hành động hay nhất trong năm nay."
Một đánh giá cho phiên bản PlayStation 3 chỉ được đăng trên tạp chí Official PlayStation Magazine, chấm cho game 8/10 điểm. OPM gọi Crysis 2 "xuất sắc - mạnh về mặt kỹ thuật, trực quan nổi bật và đầy ắp những ý tưởng mới được chào đón." Lời phàn nàn chính của OPM là với phần mở đầu "bungled" của game bắn súng, và quan điểm của họ rằng phải mất vài giờ "kiên trì" qua "một game bắn súng chật chội, nghèo nàn và lạnh lùng" cho đến khi Crysis 2 thực sự khởi động. "Nhà phát triển Crytek có một danh tiếng xứng đáng để đẩy phần cứng chơi game đến bờ vực, và công việc đầu tiên của nó trên PS3 là hạng nhất," tạp chí này cho biết. "Trông nó không đẹp lắm, trông khác hẳn. Sự pha trộn Manhattan giữa các ngọn tháp bê tông quanh co và không gian đô thị xanh tươi mát được làm mới sau nền kaki tối không ngừng của Call of Duty và Medal of Honor."